# Ptolemeusz V Epifanes
Ptolemeusz V Epifanes (ur. 210 p.n.e., zm. 180 p.n.e.) – piąty władca Egiptu z dynastii Ptolemeuszy, panował w latach 204–180 p.n.e., syn Ptolemeusza IV Filopatora i Arsinoe III, mąż Kleopatry I, ojciec Ptolemeusza VI Filometora, Ptolemeusza VIII Euergetesa II Fyskona i Kleopatry II. 

## Życiorys
W chwili śmierci ojca miał dopiero 6 lat, opiekunami jego i regentami zostali – po zamordowaniu matki Arsinoe III i sfałszowaniu testamentu królewskiego – Sosibios i Agatokles z Samos, a mały Ptolemeusz dostał się pod opiekę metresy Agatoklei i jej matki Oinante. Po śmierci Sosibiosa w 203 p.n.e. jedynym regentem pozostał Agatokles, który obalony został jeszcze w tym samym roku przez Tlepolemosa. Regencja tego ostatniego trwała do 201 p.n.e., kiedy władzę przejął kolejny regent Aristomenes. Za rządów regentów sytuacja w pozbawionym silnej i stabilnej władzy państwie stale pogarszała się.
Trudna sytuacja wewnętrzna i zagraniczna Egiptu doprowadziła do wcześniejszej koronacji Ptolemeusza 26 marca 196 roku p.n.e. w Memfis. Młody władca stłumił powstanie w Likopolis, a następnie zakończył piątą wojnę syryjską pokojem w Lizymachii, w którym zrezygnował formalnie na rzecz Seleucydów z Celesyrii i Anatolii oraz zgodził się na zaślubiny z córką Antiocha III, Kleopatrą I.
Następnie młody król zajął się porządkowaniem spraw wewnętrznych i w latach 187–186 p.n.e. stłumił rebelię Anchwennefera, odzyskując kontrolę nad Tebami Zachodnimi i Górnym Egiptem aż do Asuanu. Po stłumieniu rebelii i uporządkowaniu spraw wewnątrz kraju Ptolemeusz próbował odzyskać utracone na rzecz Seleucydów ziemie. W tym celu rozpoczął werbunek najemników w Grecji, usiłował odnowić Związek Achajski, oraz wyruszył z wyprawą morską do Syrii w 182 p.n.e. Nie zrealizował jednak swoich ambitnych zamiarów – został otruty przez własnych wodzów w 180 roku p.n.e.
Za jego rządów został sporządzony Dekret Kapłanów Memfis, którego najsłynniejsza kopia znajduje się na Kamieniu z Rosetty. Jego treść jest świadectwem ustępstw (wsparcie finansowe, obniżenie podatków) rządu na rzecz kapłaństwa, którego poparcie było potrzebne do utrzymania się przy władzy.

## Tytulatura
| G5 |

| G5 |

| H | wn · n | nw · W | A17 | xa · a · W · Z4 | Aa15 · sw · A43 | D2 · Z1 | Q1 | t · O1 | t · f · Z1 · f |

| H | wn · n | nw · W | A17 | xa · a · W · Z4 | Aa15 · sw · A43 | D2 · Z1 | Q1 | t · O1 | t · f · Z1 · f |

| H | wn · n | nw · W | A17 | xa · a · W · Z4 | Aa15 · sw · A43 | D2 · Z1 | Q1 | t · O1 | t · f · Z1 · f |

| H | wn · n | nw · W | A17 | xa · a · W · Z4 | Aa15 · sw · A43 | D2 · Z1 | Q1 | t · O1 | t · f · Z1 · f |

| G5 |

| G5 |

| H | wn · n | nw · W | A17 | xa · a · W · Z4 | Aa15 · sw · A43 | D2 · Z1 | Q1 | t · O1 | t · f · Z1 · f |

| H | wn · n | nw · W | A17 | xa · a · W · Z4 | Aa15 · sw · A43 | D2 · Z1 | Q1 | t · O1 | t · f · Z1 · f |

| H | wn · n | nw · W | A17 | xa · a · W · Z4 | Aa15 · sw · A43 | D2 · Z1 | Q1 | t · O1 | t · f · Z1 · f |

| H | wn · n | nw · W | A17 | xa · a · W · Z4 | Aa15 · sw · A43 | D2 · Z1 | Q1 | t · O1 | t · f · Z1 · f |

| M23 · X1 | L2 · X1 |

| M23 · X1 | L2 · X1 |

| W10 | R8 | W10 | R8 | N36 · W10 · W10 | F44 · N35 | Q3 · X1 | V28 | U21 | F12 · D28 | C2 | C12 | S42 | S34 |

| W10 | R8 | W10 | R8 | N36 · W10 · W10 | F44 · N35 | Q3 · X1 | V28 | U21 | F12 · D28 | C2 | C12 | S42 | S34 |

| W10 | R8 | W10 | R8 | N36 · W10 · W10 | F44 · N35 | Q3 · X1 | V28 | U21 | F12 · D28 | C2 | C12 | S42 | S34 |

| W10 | R8 | W10 | R8 | N36 · W10 · W10 | F44 · N35 | Q3 · X1 | V28 | U21 | F12 · D28 | C2 | C12 | S42 | S34 |

| M23 · X1 | L2 · X1 |

| M23 · X1 | L2 · X1 |

| W10 | R8 | W10 | R8 | N36 · W10 · W10 | F44 · N35 | Q3 · X1 | V28 | U21 | F12 · D28 | C2 | C12 | S42 | S34 |

| W10 | R8 | W10 | R8 | N36 · W10 · W10 | F44 · N35 | Q3 · X1 | V28 | U21 | F12 · D28 | C2 | C12 | S42 | S34 |

| W10 | R8 | W10 | R8 | N36 · W10 · W10 | F44 · N35 | Q3 · X1 | V28 | U21 | F12 · D28 | C2 | C12 | S42 | S34 |

| W10 | R8 | W10 | R8 | N36 · W10 · W10 | F44 · N35 | Q3 · X1 | V28 | U21 | F12 · D28 | C2 | C12 | S42 | S34 |

| G39 | N5 |

| G39 | N5 |

| Q3 · X1 | V4 | E23 · Aa15 | M17 | M17 | S29 | S34 | D&t&tA | Q3 · X1 | V28 | U6 |

| Q3 · X1 | V4 | E23 · Aa15 | M17 | M17 | S29 | S34 | D&t&tA | Q3 · X1 | V28 | U6 |

| Q3 · X1 | V4 | E23 · Aa15 | M17 | M17 | S29 | S34 | D&t&tA | Q3 · X1 | V28 | U6 |

| Q3 · X1 | V4 | E23 · Aa15 | M17 | M17 | S29 | S34 | D&t&tA | Q3 · X1 | V28 | U6 |

| G39 | N5 |

| G39 | N5 |

| Q3 · X1 | V4 | E23 · Aa15 | M17 | M17 | S29 | S34 | D&t&tA | Q3 · X1 | V28 | U6 |

| Q3 · X1 | V4 | E23 · Aa15 | M17 | M17 | S29 | S34 | D&t&tA | Q3 · X1 | V28 | U6 |

| Q3 · X1 | V4 | E23 · Aa15 | M17 | M17 | S29 | S34 | D&t&tA | Q3 · X1 | V28 | U6 |

| Q3 · X1 | V4 | E23 · Aa15 | M17 | M17 | S29 | S34 | D&t&tA | Q3 · X1 | V28 | U6 |

W języku greckim władcę tytułowano basileus Ptolemaios V Theos Epiphanes - król Ptolemeusz Bóg Objawiony. Poza wymienionymi znane są również inne warianty zapisu tytulatury władcy.